# The Last Sect
The Last Sect ist das Regiedebüt von Jonathan Dueck aus dem Jahr 2006. Hauptdrehort des kanadischen Horrorthrillers war Hamilton in Ontario, Kanada. In Deutschland wurde der Film am 4. Januar 2007 direkt auf DVD veröffentlicht.
Im Oktober 2012 wurde der Film in Deutschland unter dem Titel Van Helsing II neu veröffentlicht.

## Handlung
Anna steht einem Vampirclan vor, der die exklusive Partneragentur „Artemis“ betreibt. Ziel ist es, an das Blut der Männer der Stadt zu kommen. Auch ein mehr oder minder geheimes Internetportal, das „Vampireweb“, wird von dort aus betrieben.
Starreporterin Sydney St. James und ihr großspuriger Partner vertrauen sich der Agentur an. Der sich für unwiderstehlich haltende Partner Sydneys wird schon bald Opfer seiner Triebe und fällt den Vampiren zum Opfer, und auch Sydney gerät in den Bann der schönen Anna und fühlt sich zu den Vampirinnen hingezogen. Vampirjäger Van Helsing und Karpov beenden schließlich das Treiben der Vampire.

## Kritik
Das Lexikon des internationalen Films bezeichnete The Last Sect als „ausgesprochen langsam entwickelte[n] Hochglanz-Horrorthriller, dessen dünne Geschichte sich auf vier Schauplätze beschränkt. Einige erotische Details sollen das Ganze auf die notwendige Länge trimmen.“